# ルイス・エンリケ・グリエル
ルイス・エンリケ・グリエル・ディアス（Luís Enrique Gourriel Diaz、1966年5月25日 - ）はキューバの元野球選手。キキ・グリエルとも呼ばれる。

## 来歴
メネス市生まれ。右打ちの強打者として知られた。
11歳から16歳まで小学校のヒーローズヤラグアイでサッカーをしており、14歳には代表に選ばれたが、けがのため途中で野球に変更。
2004年に引退し、ガジョス・デ・サンクティ・スピリトゥスのコーチをつとめる。
父はルルデス・グリエル・ロレンザーノ。兄はルルデス・グリエル。甥（兄・ルルデスの息子）のユニエスキ・グリエル、ユリエスキ・グリエル、ユニエルキス・グリエルは3人とも野球選手。